# Triaenodes costalis
Triaenodes costalis là một loài Trichoptera trong họ Leptoceridae. Chúng phân bố ở miền Australasia.